# Robert Weaver
Robert Weaver est un lutteur américain spécialiste de la lutte libre né le 29 décembre 1958 à Rochester.

## Biographie
Robert Weaver participe aux Jeux olympiques d'été de 1984 à Los Angeles dans la catégorie des poids super-mouches et remporte la médaille d'or.